# 沈士华
沈士华（1900年—？），浙江吴兴人，中華民國外交官。

## 經歷
沈士华早年先后毕业于上海圣约翰大学文科、德国汉堡大学政经系。回国后曾在苏州桃坞中学任教。1926年起，出任中华民国驻汉堡总领事馆主事、领事。1928年返国后，历任浙江省财政厅科员、平湖县县长、交通部总务司司长兼中英庚款董事会秘书主任。抗日战争期间，历任浙江省第三区行政督察专员兼保安司设、航空委员会顾问室主任干事、行政院贸易委员会复兴公司云南分公司经理等职。1942年出任中华民国驻印度专员。1945年任上海市政府秘书长。
1947年12月9日，國民政府任命沈士華为中华民国驻奥地利國代办（公使衔）。同年12月9日，國民政府任命沈士華为中华民国驻奥地利国特命全权公使。:8264
1950年，中華民國駐奧地利公使沈士華離任。